# Funaria
Funaria là một chi rêu trong họ Funariaceae.